# Craspedostomatidae
De Craspedostomatidae zijn een familie van uitgestorven weekdieren uit de klasse van de Gastropoda (slakken). Exemplaren uit deze familie zijn slechts als fossiel bekend.

## Taxonomie
De volgende taxa zijn bij de familie ingedeeld:
- Onderfamilie  † Bucanospirinae Wenz, 1938
- Onderfamilie  † Craspedostomatinae Wenz, 1938